# ペパミント・スパイ
『ペパミント・スパイ』は佐々木倫子の漫画作品。『花とゆめ増刊号』・『花ゆめEPO』（白泉社）に、1982年9月から1988年9月まで連載された。花とゆめコミックス（全2巻）が刊行された。
外国のスパイ養成学校を舞台にしたコメディ連作短編。単行本2巻刊行後から「動物のお医者さん」連載開始（1988年）直後にかけても作品が発表されたが、これら一部の話は単行本化されないまま現在に至っている。
舞台はヨーロッパ風だが、防寒具の「タコ帽子」や「十字街」など、北海道を連想させるガジェットも多用。「暁の人工都市編」ではつくば万博直後の筑波研究学園都市をモデルとし、単行本2巻欄外で現地の研究機関などを取材した様子が紹介された。

## あらすじ
ある国が、情報部員不足に困っておおっぴらにスパイを募集し始めた。スパイという職業を「かっこいい」と思いこんでいた青年は、友人をスカウトをしに来た人物を尾行してスパイ養成学校までたどり着くことに成功した上、偶然と幸運と執念が実って試験に合格し、「ドナルド」というコードネームを手に入れる。ドナルドは、同室の「委員長」、養成学校の「校長」らを巻き込んで、一途で間抜けな騒動を繰り広げる。

## 登場人物
ドナルド
主人公。連載開始当時は法科の大学生で、スパイに憧れ続けていた。養成学校の寮では委員長と同室でコンビを組む。間抜けながら思いこむと一途な性格で、周囲を巻き込んで騒動を引き起こしたり、事件を解決する思わぬきっかけをつかんだりする。父親は気象庁に勤務し、両親はドナルドがスパイ養成学校へ通っていることを知らず、司法試験受験の勉強をしていると思っている。少年時代は野球チームに所属し、投手だった。
委員長
成績優秀で、1年早く卒業できる予定だったが、委員長と離れたくない一心のドナルドの策略で卒業できなくなる。冷静沈着ながらドナルドに振り回されるが、次第にドナルドの行動パターンを見越した対応も取り始める。常にサングラスをかけて素顔を見せない。
校長
養成学校の校長で元軍人。ドナルドが引き起こす騒動に絶えず巻き込まれ続ける。ドナルドらとともに人工都市に潜入した際は、電子工学の教授に扮した。モンブランの万年筆を愛用する。

## 各話一覧
1. ペパミント・スパイ（1982年花とゆめ9月増刊号）
2. ペパミント・スパイ サンセット市街編（1983年花とゆめ2月増刊号）
3. ペパミント・スパイ 王室恋愛編（1984年花とゆめ11月増刊号）
4. ペパミント・スパイ 王室結婚編（1985年花とゆめ5月増刊号）
5. ペパミント・スパイ ピーターラビットは諜報部員編（1985年花ゆめEPO November号）
6. ペパミント・スパイ 田舎の日曜日編（1986年花ゆめEPO June号）
7. ペパミント・スパイ 暁の人工都市編PART1（1987年花ゆめEPO3月号）
8. ペパミント・スパイ 暁の人工都市編PART2（1987年花ゆめEPO5月号）
9. ペパミント・スパイ 運動場の参謀編（1987年花ゆめEPO5月号）
10. ペパミント・スパイ 地獄の子犬編（1987年花ゆめEPO11月号、単行本未収録）
11. ペパミント・スパイ 謎のマーゲンバー編（1988年花ゆめEPO9月号、単行本未収録）